# Мандей, Рик
Роберт Джеймс «Рик» Мандей младший (англ. Robert James "Rick" Monday, Jr., род. 20 ноября 1945 года) — американский профессиональный бейсболист, выступавший в Главной лиге бейсбола на позиции центрфилдера. В настоящее время работает комментатором МЛБ. Мандей получил всемирную известность 25 апреля 1976 года, когда во время игры на «Доджер-стэдиум» спас американский флаг от сожжения .
За свою девятнадцатилетнюю карьеру в МЛБ Мандей играл за «Канзас-Сити/Окленд Атлетикс» (1966—1971), «Чикаго Кабс» (1972—1976) и «Лос-Анджелес Доджерс» (1977—1984). В составе последней он в 1981 году стал победителем Мировой серии. Дважды участвовал в матче всех звёзд МЛБ в 1968 и 1978 годах.

## Ранние годы
Рик родился в Бейтсвилле, Арканзас. Учился в старшей школе Санта-Моники в Калифорнии, где был звездой местной бейсбольной команды. По окончании обучения в школе в 1963 году скаут «Лос-Анджелес Доджерс» Томми Ласорда предложил ему и его матери Нельде 20 000 долларов, чтобы те подписали контракт с его клубом и Рик не пошёл учиться в университет. Однако тренер бейсбольной команды Университета штата Аризона Бобби Уинклес уговорил Манди поступить в университет.
В Университете штата Аризон Рик выступал в месте с ещё одним будущим членом Бейсбольного зала славы Реджи Джексоном. В 1965 году «Сан Девилз» вышли в университетскую Мировую серию, где одержали победу над Университетом штата Огайо. В сезоне Рик реализовывал 35,9 % выходов на биту и выбил 34 экстра-базовых хитов. За его достижения он был включён во всеамериканскую сборную и был назван игроком года.
В 1965 году Манди был выбран под первым номером на драфте МЛБ клубом «Канзас-Сити Роялс».

## Инцидент с американским флагом
25 апреля 1976 года в четвёртом иннинге игры «Лос-Анджелес Доджерс» и «Чикаго Кабс» на «Доджер-стэдиуме» (Лос-Анджелес, Калифорния) двое протестующих, Уилльям Томас и его одиннадцатилетний сын, выбежали на поле в район центр-филда и попытались сжечь американский флаг. В том районе игрового поля находился Рик Мандей, который заметил, что собираются сделать протестующие, подбежал к ним и выхватил флаг до того, как они успели поджечь его. После этого он подбежал с ним к питчеру «Доджерс» Дагу Рау и обмотал его флагом. Полиция арестовала протестующих и им были предъявлены обвинения в несанкционированном проникновении. Когда в следующем иннинге Мандей вышел отбивать, зрители на стадионе стоя приветствовали его, а на табло появилась надпись «РИК МАНДЕЙ… ТЫ ОТЛИЧНО СЫГРАЛ…» (англ. RICK MONDAY... YOU MADE A GREAT PLAY...). Позже в интервью Рик сказал: «Если вы собираетесь сжечь американский флаг — не делайте этого рядом со мной. Я был во многих ветеранских больницах и видел множество поломанных тел ребят, которые пытались защитить его».
25 августа 2008 года Мандею вручили американский флаг в честь его поступка в 1976 году. Сам участник того происшествия до сих пор хранит тот флаг, который 4 мая 1976 года на специальной церемонии «День Рика Мандея» вручили ему руководители «Доджерс». Позже ему предлагали продать флаг за 1 млн долларов, но он отказался.